# Shawty Is Da Shit
É uma canção/single do álbum de estréia do cantor de R&B, The-Dream.

## Remixes
A canção possuí tres remixes, sendo eles: uma parceria com Fabulous, que foi apenas ultlizada para gravação do videoclipe, entretanto, acabou sendo escolhido para a versão do álbum também. O sengundo remix com a participação de R.Kelly. E um terceiro "Extended Remix" com a participação de Fabolous, Jermaine Dupri, Trey Songz, e R. Kelly.

## Video Clip
Estreou no BET 106 & Park, no dia 10 de setembro de 2007.